# Talpide
Talpidele (Talpidae) sau cârtițele este o familie de insectivore mici, cu corp cilindric, picioare scurte, bot conic mult alungit în formă de trompă, ochi mici sau rudimentari, uneori acoperiți de piele, și la care pavilionul urechilor, de regulă, lipsește. 
Majoritatea speciilor sunt adaptate la viața subterană și duc o viață galericolă, numai excepțional există specii amfibii (Desmana) sau săritoare, în mers. Speciile galericole își sapă în pământ galerii care formează o rețea complicată și converg spre un culcuș central. Pământul din galerii este scos la suprafață, unde formează mușuroaiele caracteristice. Sunt mai active noaptea. Se hrănesc cu insecte, cu larve de insecte și cu râme.
Sunt larg răspândiți în emisfera nordică, trăind în toate regiunile temperate din Europa, Asia și America de Nord. Această familie cuprinde 17 genuri și 42 specii.
Subfamilii:
- Condylurinae
- Desmaninae
- Scalopinae
- Talpinae
- Uropsilinae

În fauna României există un singur gen cu două specii.
- Talpa europaea, Linnaeus, 1758 = Cârtița, sobolul
- Talpa caeca, Savi, 1822 = Cârtița mediteraneană, cârtița oarbă